# カール (カール大帝の子)
小カール (ドイツ語: Karl der Jüngere)またはインゲルハイムのカール (ドイツ語: Karl von Ingelheim 772年ごろ – 811年12月4日) は、フランク王（共同在位: 800年-811年）。カロリング家の王族で、カール大帝の次男。大帝の2番目の妃ヒルデガルドの最初の息子である。イタリア王ピピンや皇帝ルートヴィヒ1世は同母弟にあたる。カール大帝が息子たちに帝国を分け与えた際、小カールはフランク王を継ぐことになっていた。

## 生涯
カール大帝の長男で小カールの異母兄にあたる傴僂のピピンは、父に対する反乱に関与したため792年にプリュムの修道院に入れられた。小カールの弟カールマン (ピピンと改名)はイタリアの副王、ルートヴィヒはアクィタニアの副王に任じられた。
小カールは、主にカロリング帝国と境を接して少なくとも2度反乱を起こしたブルトン人への対処にあたり易々とこれを鎮圧した他、ザクセン人との戦争にも何度か派遣されている。フランク王国の継承を予定していた小カールだったが、父に先んじて早世してしまい、ピピンも早くに亡くなったため、帝国全土がルートヴィヒの手に渡った。
789年ごろ、カール大帝は小カールとマーシア王オファの娘エルフレダの結婚を計画した。オファは同時に自身の息子エグフリスとカール大帝の娘ベルタの結婚も求めたが、カール大帝はこれを拒否して小カールの縁談も破談とし、帝国の港からイングランドの商人を締め出した。後に両国は関係を正常化し、港も開放された。数年後の796年にはカール大帝とオファの間で、知られている限りイギリス史上最初の通商条約が結ばれた。
790年、カール大帝は小カールをフランク王国とザクセンの統治に参加させ、ドゥカトゥス・ケノマンニクス（後のメーヌ公国に相当）の支配を任せ、王の称号を与えた。800年12月25日、カール大帝が皇帝として戴冠した日、小カールもフランク王として戴冠した。
806年、小カールは現在のヴァイセンフェルス付近で、ソルブ人の公ミリドゥフとスラヴ人のクニャージであるヌッシト（ネッスィタ）と戦い、彼らを討ち取った。
811年12月4日、小カールはバイエルンで卒中に見舞われ死去した。子どもはいなかった。後にフランスものにおけるシャルロのモデルとなっている。